# @ふぉーむメイト
『@ふぉーむメイト』（あっとふぉーむメイト）は、ILLUSIONが2009年5月29日に発売した18禁恋愛アドベンチャーゲーム。リアルタイム3Dアニメシェーダーで描画されている。

## 概要
プレイヤーは主人公を操作し、別荘や湖畔、牧場やチャペル等から行き先を選択、そこにいるヒロインたちに話しかけることで会話を進行させたりヒロインからの要求に応えるなどをして好感度を上げることで意中のヒロインとのエンディングを迎えることができる。「アイテムを集めることでヒロインたちの衣装を増やせる」システムも導入され、これまでのILLUSION作品で登場した衣装も追加させている。
物語は1日を「朝」「昼」「夜×2回」「深夜」で区切られ、主人公が場所を移動するごとに時間経過となる。時間経過すると一旦画面がマップ表示状態となり、そこでセーブのタイミングが設けられている。その際、集めたアイテムで作り出した衣装を使ったり主人公やヒロインのメイクや衣装チェンジができる「メイクモード」を使用することができる。
セックスシーンでは、これまでのコマンドアイコンをクリックまたはドラッグするだけの操作方法から、ドラッグのスピードによってヒロインたちの反応が変わるように工夫され、単調なマウス操作を行うとヒロインが怒り出すという特徴があり、ヒロインが絶頂に達するには慎重な操作が要求されるようになった。

## ストーリー
本土から離れた緑の多い山村に住む青年「犬塚 七生」は一軒の別荘の管理を任されていた。その別荘の持ち主である夕凪家の一家は七生が幼いころから夏になるとその別荘を訪れ、中でも「那ノ羽、乃亜、八雲」の三姉妹と七生は、その頃から親しくしていた。しかし数年前から夕凪家が別荘を訪れることがなくなり、その間に別荘の管理を委託、毎日をただ無意味に過ごすだけでいた七生は自ら管理人を買って出ていた。
そんな七生に「今年の夏は別荘にいく」という連絡が三件はいってきた。夕凪家の三姉妹がそれぞれ連絡してきたからだ。なぜ分けて知らせてきたか判らないまま、七生は彼女たちを迎えるために別荘の最後のチェックをしにいくと、既に彼女たちがいた。乃亜が早朝から出発し八雲もそれに続き、那ノ羽が後を追うようにやってきたようだ。
久しぶりの彼女たちとの再会を楽しむ間もなく乃亜は七生に「アンタもここに泊まるのよ！」と命令。断る理由も無かった七生は、彼女たちと三週間の共同生活を始めることになるのだった。

## 登場人物
犬塚 七生（いぬづか ななお）
声：（なし）
主人公。夕凪家の別荘を管理している青年で三姉妹とは幼い頃からの付き合い。ここ数年、三姉妹が別荘を訪れずヒロインたちとは疎遠となっていた。自分の将来に目標を持つことも無く別荘の管理をするだけの日々を過ごしていたが、数年ぶりに別荘を訪れた三姉妹に突然「滞在期間中は同居するよう」強要される。昔から彼女たちに振り回されていた七生は反論も空しく押し切られ、ひと夏の共同生活を送ることになった。
夕凪 那ノ羽（ゆうなぎ なのは）
声：草柳順子
夕凪家の長女で、早くに父親を亡くして母子家庭の環境で妹たちを看てきたので、家事労働が上手く性格も明るい。七生よりも年上のため、七生に対して弟を可愛がるような態度を見せることもある。包容力があり妹たちを大変に可愛がっているので妹の自慢話をさせると延々と話し続けて止まらなくなる。別荘に来てからも家事労働を楽しんでいる。主人公のことは「ナオくん」と呼んでいる。
夕凪 乃亜（ゆうなぎ のあ）
声：青葉りんご
夕凪家の次女でバイオリニスト。クラシック音楽の世界で将来を嘱望される才能の持ち主。プライドが高く七生に対して常に高圧的な態度を取るが、実は「ツンデレ」で繊細なため涙もろいところもある。また、バイオリンの腕は一流なのだがそれ以外ではまったく不器用そのもの。調理も上手くなく、バーベキューを炭になるまで焼いたり、七生のために作った弁当が真っ黒だったりする。主人公のことは「アンタ」呼ばわりである。
夕凪 八雲（ゆうなぎ やくも）
声：桜川未央
おっとりとして優しい性格の持ち主。誰でも「様」付けで呼び、言葉遣いも丁寧なお嬢様タイプだが、その反面エッチな妄想をする癖がある。絵を描くことが好きで夢中になると一日中描き続けてしまうほど。物事に動じないほど反応が鈍いところがあるが周りに可愛がられやすいタイプでもある。普段は大人しく真面目だが、主人公に構ってもらえないと物騒なアイデアを口にすることもあるらしい。主人公のことは「兄様(にいさま)」と呼んでいる。

## 反響

### 批評
『PC Angel neo』2009年8月号に本作のレビューが掲載された。レビュアーのらう〜るは、女の子のほうからエッチに誘ってくることが思いのほか多く、それはゲーム演出上重要な点であると述べている。キャラクターメイキングに関しては、衣装が豊富であるため好みのものを見つけやすく、髪型の種類も相当数用意されていることから、これを変えることで印象を大きく変えることができると評価している。一方、システム面は操作を習得するまで時間が必要だろうとしている。

## 関連ソフトウェア

### 裏ふぉーむメイト
- ILLUSIONの公式通販サイトで予約購入の特典として同梱されたソフト。@ふぉーむメイトのデータファイルを利用して単体起動する仕様で、ゲーム内では登場しなかった体位をヒロインたちに取らせてスクリーンショットを撮影できるように作られている。
- ヒロイン、ロケーション、シチュエーションなどを選択が可能なほか、ヒロインたちの衣装や表情、動きの速度も調整が可能でヒロインのセリフを選択することもできる。また、キャラクターの配置も微調整できるのでテーブルやベッドの上などに移動させることが可能。あくまでもスクリーンショット撮影を支援するためのソフトなので、ゲーム性（物語）は一切ない。音声付モーションビューアーと理解するのが適当である。

### キャラクターフィギュア
- @ふぉーむメイトの販売促進を目的に作られた「デスクトップアクセサリー」ソフトで公式サイトからダウンロードで配布されている。起動するとデスクトップ上にヒロイン達が登場しマウスカーソルで触れることで反応するようになっている。体験版とは別のものである。